# Щецин-Главный
Щецин-Главный (пол. Szczecin Główny) — узловая пассажирская железнодорожная станция в городе Щецин, в Западно-Поморском воеводстве Польши. Имеет 4 платформы и 8 путей. Относится по классификации к категории А, т.е. обслуживает более 2 миллионов пассажиров ежегодно.
Ныне существующее здание вокзала построили около 1900 года, но железнодорожную станцию построили раньше, в августе 1843 года вместе с железнодорожной линией в Берлин, когда город Щецин (нем. Stettin, Штеттин) был в составе Королевства Пруссия. Поскольку станция была тогда начальным пунктом линии в Берлин, отъезд был возможен только в одну сторону. Когда в 1846 году строили вторую линию (из Щецина в Старгард-Щециньски), понадобилось выдолбить 100-метровый туннель в откосе.

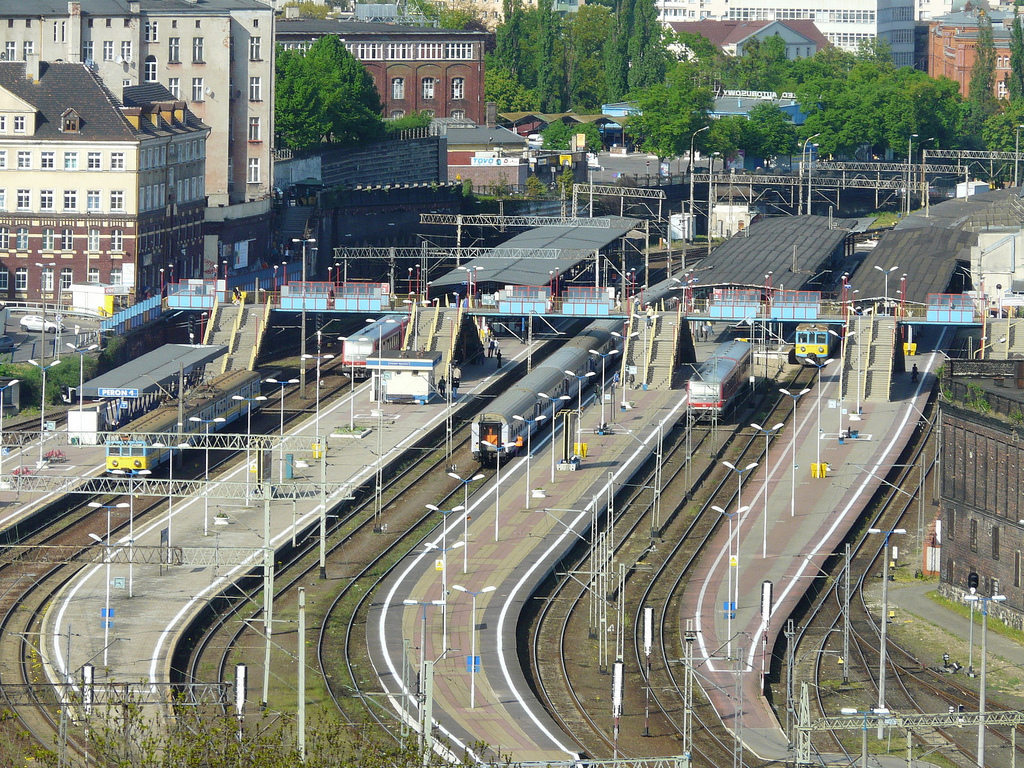
Вид на платформы станции